# Lorella De Luca
Lorella De Luca (Florence, 17 september 1940 – Civitavecchia, 9 januari 2014) was een Italiaans actrice.

## Levensloop en carrière
De Luca werd op haar veertiende ontdekt door Federico Fellini. In 1955 maakte ze haar acteerdebuut in zijn dramafilm Il bidone. Daarna speelde ze mee in de komedie Poveri ma belli (1956) van Dino Risi evenals in de twee eveneens door Risi geregisseerde sequels Belle ma povere (1957) en Poveri milionari (1958). 
Voor cineast Duccio Tessari speelde ze in tien films, onder meer in de uit 1965 daterende spaghettiwesterns Una pistola per Ringo en Il ritorno di Ringo. Tessari werd in 1971 ook haar echtgenoot. 
In 1984 stopte ze met acteren. In 2009 was ze nog stemactrice voor het videospel Empire: Total War.
In 1994 overleed Tessari. 
De Luca overleed in 2014 op 73-jarige leeftijd aan de gevolgen van een hersentumor.

## Beknopte filmografie
- 1955 - Il bidone (Federico Fellini)
- 1956 - Poveri ma belli (Dino Risi)
- 1957 - Belle ma povere (Dino Risi)
- 1957 - Il medico e lo stregone (Mario Monicelli)
- 1957 - Padri e figli (Mario Monicelli)
- 1958 - Poveri milionari (Dino Risi)
- 1965 - Una pistola per Ringo (Duccio Tessari)
- 1965 - Il ritorno di Ringo (Duccio Tessari)

- Bibliothèque nationale de France: cb14169849v (data)
- Gemeinsame Normdatei: 1061337340
- International Standard Name Identifier: 0000 0000 0107 6518
- Library of Congress Control Number: no2009156682
- Istituto Centrale per il Catalogo Unico: RAVV383749
- Système universitaire de documentation: 185646948
- Virtual International Authority File: 268275393
- WorldCat: E39PBJqvV3cPC9Wfh8M6dFBF8C